# Andrew M. Maynard
Andrew M. Maynard là một chính khách Dân chủ người Mỹ từ Connecticut, và ông là thành viên của Thượng viện bang Connecticut đại diện cho Quận 18. Ông đã không tìm cách tái cử vào năm 2016 sau một chấn thương. Ông đã được thành công bởi đảng Cộng hòa Heather Somalia.
Maynard là một cư dân của Stonington, Connecticut. Ông đại diện cho các thị trấn Griswold, Groton, North Stonington, Plainfield, Preston, Sterling, Stonington, và Voluntown.

## Đời tư
Maynard là người đồng tính công khai.

### Lệnh cấm 2014
Vào đầu giờ sáng ngày 21 tháng 7 năm 2014, Maynard ngã trên những bậc thang bên ngoài nhà ở Stonington, CT. Ông được đưa đến một bệnh viện ở Rhode Island, vào ngày hôm sau, ông ở trong tình trạng "nghiêm trọng, nhưng ổn định".